# She Works Hard for the Money (singolo)
She Works Hard for the Money è un singolo della cantante statunitense Donna Summer, pubblicato il 10 maggio 1983 come primo estratto dall'undicesimo album dal titolo omonimo.
Il brano She Works Hard for the Money è stato scritto dalla stessa Donna Summer e da Michael Omartian,  produttore anche del disco, uscito su etichetta Mercury Records. Il brano è stato anche oggetto di varie cover ed è stato anche riadattato in altre lingue.

## Descrizione
Donna Summer scrisse il testo di She Works Hard for the Money basandosi su un'esperienza realmente capitatale, ovvero dopo aver trovato una cameriera, tale Onetta Johnson, addormentata nei bagni del ristorante "Chasen", dove la Summer aveva partecipato a un party, al che la stessa Summer avrebbe pronunciato tra sé e sé la frase che ha ispirato il titolo del brano, ovvero "Wow! Lavora davvero sodo per i soldi". Donna Summer decise così di dedicare un brano da dedicare come tributo non solo alla Jackson , ma anche a tutte le donne che lavorano sodo per guadagnarsi da vivere: il testo venne scritto di getto, in circa 20 minuti.
Il nome Onetta compare nella prima riga del brano  e una foto della Jackson compare anche nella copertina dell'album.
Negli Stati Uniti, il singolo rimase per tre settimane al terzo posto della Hot 100 e al primo posto della il quinto della Hot Black Singles..
Il disco raggiunse inoltre il quinto posto delle classifiche in Svezia e il nono in Norvegia. Nel Regno Unito, il 45 giri entrò in classifica nella settimana tra il 12 e il 18 giugno 1983  (quando giunse alla posizione nr. 46) e raggiunse la posizione massima (la venticinquesima)  nella settimana tra il 17 e il 23 luglio.

## Tracce
7" (versione 1)
1. She Works Hard for the Money – 4:09
2. I Do Believe (I Fell in Love)

7" (versione 2)
1. She Works Hard for the Money (Special Long Version)
2. She Works Hard for the Money (Instrumental)

## Classifiche
| Classifica                                | Posizione massima | Nr. di settimane |
| ----------------------------------------- | ----------------- | ---------------- |
| Belgio                                    | 19                | 7                |
| Francia                                   | 129               | 1                |
| Germania                                  | 11                | 17               |
| Lussemburgo                               | 20                |                  |
| Norvegia                                  | 9                 | 1                |
| Nuova Zelanda                             | 23                | 16               |
| Paesi Bassi                               | 18                | 8                |
| Regno Unito                               | 25                |                  |
| Stati Uniti d'America (Billboard Hot 100) | 3                 |                  |
| Stati Uniti d'America (Hot Black Singles) | 1                 |                  |
| Svezia                                    | 5                 | 7                |
| Svizzera                                  | 10                | 4                |

## Video musicale
Il video musicale di She Works Hard for the Money è diretto da Brian Grant.  Fu il primo video girato da un'interprete afro-americana ad essere trasmesso stabilmente sull'emittente MTV.
Il video racconta la storia di una donna, che, per mantenere la propria famiglia, si dedica a vari lavori (cameriera in un fast food, cucitrice, ecc.), tanto che a un certo punto sviene e viene sorretta dalla stessa Donna Summer.  Al termine del video, la protagonista e le colleghe si scatenano in un ballo per strada.

## Altre versioni
Tra gli artisti che hanno inciso e/o eseguito una cover del brano She Works Hard for the Many, figurano (in ordine alfabetico):
- 2 Charmed (2003)
- Kris Allen (2005)
- Annaleigh Ashford (2015)
- LaChanze (2018)[7]
- Aubrey Logan (2018)
- Orchestra di Paul Mauriat (versione strumentale; 1983)
- Soul Kitchen con Tiffany Kirkland (2011)
- Starlight Singers (2007)
- Jordin Sparks (2007)
- Helena Vondráčková (1985)
- Sally Yeh (1984)
- Young Divas (2006)[8]

### Adattamenti in altre lingue
- Il brano She Works Hard for the Money è stato adattato in lingua finlandese con il titolo Kova duuni on rahaa ed interpretato in questa versione nel 19843da Meiju Suvas.[1][9]
- Il brano She Works Hard for the Money è stato adattato in lingua ceca da Michal Bukovič con il titolo Náhodný známý ed interpretato in questa versione nel 1984 da Helena Vondráčková.[1][10]
- Il brano She Works Hard for the Money è stato adattato in lingua francese da Fabienne Louves e Michael von der Heide con il titolo Fanny ed interpretato in questa versione nel 2007 dalla stessa Fabienne Louves.[11]

## Nella cultura di massa
- Il brano She Works Hard for the Money venne interpretato da Lois Blaisch nel film del 1984, diretto da Ron Howard e con protagonisti Darryl Hannah e Tom Hanks, Splash - Una sirena a Manhattan[3][12]
- Il brano She Works Hard for the Money compare nella colonna sonora nel film del 2019, diretto da Bora Dagtekin, Das perfekte Geheimnis[2]